# ユダヤ人オットー
ユダヤ人オットー(ドイツ語: Jude Otto)は、15世紀オーストリアの武術師範であり、格闘術を専門とした人物。
ユダヤ人ロイの剣術写本に所収されたオットーの格闘書によると、オットーはキリスト教に改宗したユダヤ人であったとされる。
パウルス・カルは、オットーを「オーストリアの格闘師」とし、また「リーヒテナウエルのゲゼルシャフト」の一員に数えている。
オットーの格闘書は初期のドイツ語の武術教本集の全てに所収され、リーヒテナウエルの伝統的武術の中で、格闘術に関する教本として最重要の地位を占めるようになったと考えられる。